# Ogentroostdwergspanner
De ogentroostdwergspanner (Eupithecia laquaearia) is een nachtvlinder uit de familie van de spanners (Geometridae).

## Kenmerken
De voorvleugellengte bedraagt tussen de 12 en 15 mm. De basiskleur van de voorvleugel is lichtgrijs, met een tekening van diverse lichte en donkere lijntjes.

## Levenscyclus
De ogentroostdwergspanner gebruikt ogentroost als waardplant. De rups is te vinden in september. De soort overwintert als pop. Er is jaarlijks een generatie die vliegt van mei tot juli.

## Voorkomen
De soort komt vooral voor in Zuid-Europa en ook, maar veel minder algemeen, in Centraal-Europa. De ogentroostdwergspanner is in Nederland eenmaal waargenomen in 1897. Ook in België zijn er geen recente waarnemingen, maar voorheen kwam de soort voor in de provincies Namen en Luik.